# بنجامين توماس (لاعب كريكت)
بنجامين توماس (20 يونيو 1989 بحيدر آباد في الهند - ) هو لاعب كريكت هندي.

## وصلات خارجية
- بنجامين توماس على موقع إي آس بي آن كريك إنفو (الإنجليزية)